# Igli Allmuça
Igli Allmuça (Tirana, 25 ottobre 1980) è un allenatore di calcio ed ex calciatore albanese, di ruolo centrocampista.

## Carriera

### Giocatore

#### Club
Ha giocato nella prima divisione albanese.

#### Nazionale
Ha giocato nella nazionale albanese Under-21.
Nel 2011 ha giocato la sua unica partita in carriera con la nazionale maggiore albanese nell'amichevole contro l'Argentina, partita poi finita 4-0 per gli argentini.

### Allenatore
Il 14 ottobre 2019 viene esonerato dalla Dinamo Tirana, venendo sostituito da Mauro Manzoni.

## Statistiche

### Cronologia presenze e reti in nazionale
| Cronologia completa delle presenze e delle reti in nazionale ― Albania | Cronologia completa delle presenze e delle reti in nazionale ― Albania | Cronologia completa delle presenze e delle reti in nazionale ― Albania | Cronologia completa delle presenze e delle reti in nazionale ― Albania | Cronologia completa delle presenze e delle reti in nazionale ― Albania | Cronologia completa delle presenze e delle reti in nazionale ― Albania | Cronologia completa delle presenze e delle reti in nazionale ― Albania | Cronologia completa delle presenze e delle reti in nazionale ― Albania |
| Data                                                                   | Città                                                                  | In casa                                                                | Risultato                                                              | Ospiti                                                                 | Competizione                                                           | Reti                                                                   | Note                                                                   |
| ---------------------------------------------------------------------- | ---------------------------------------------------------------------- | ---------------------------------------------------------------------- | ---------------------------------------------------------------------- | ---------------------------------------------------------------------- | ---------------------------------------------------------------------- | ---------------------------------------------------------------------- | ---------------------------------------------------------------------- |
| 20-6-2011                                                              | Buenos Aires                                                           | Argentina                                                              | 4 – 0                                                                  | Albania                                                                | Amichevole                                                             | -                                                                      | 58’                                                                    |
| Totale                                                                 |                                                                        | Presenze                                                               | 1                                                                      |                                                                        | Reti                                                                   | 0                                                                      |                                                                        |

## Palmarès

### Club

#### Competizioni nazionali
- Campionato albanese: 3

Tirana: 2006-2007
Dinamo Tirana: 2007-2008
Skënderbeu: 2011-2012
- Coppa d'Albania: 1

Partizani Tirana: 2003-2004
- Supercoppa d'Albania: 3

Partizani Tirana: 2004
Tirana: 2006
Dinamo Tirana: 2008